# غونزالو راموس (لاعب كرة قدم)
غونزالو راموس (بالإسبانية: Gonzalo Ramos)‏ هو لاعب كرة قدم أوروغواياني في مركز الوسط، ولد في 16 مايو 1991 في مونتفيدو في الأوروغواي. لعب مع ريفر بليت وناسيونال مونتيفيديو.

## وصلات خارجية
- غونزالو راموس على موقع قاعدة بيانات كرة القدم.إي يو (الإنجليزية)
- غونزالو راموس على موقع Soccerway.com (الإنجليزية)
- غونزالو راموس على موقع AS.com (الإسبانية)